# M5 Artillerietrekker

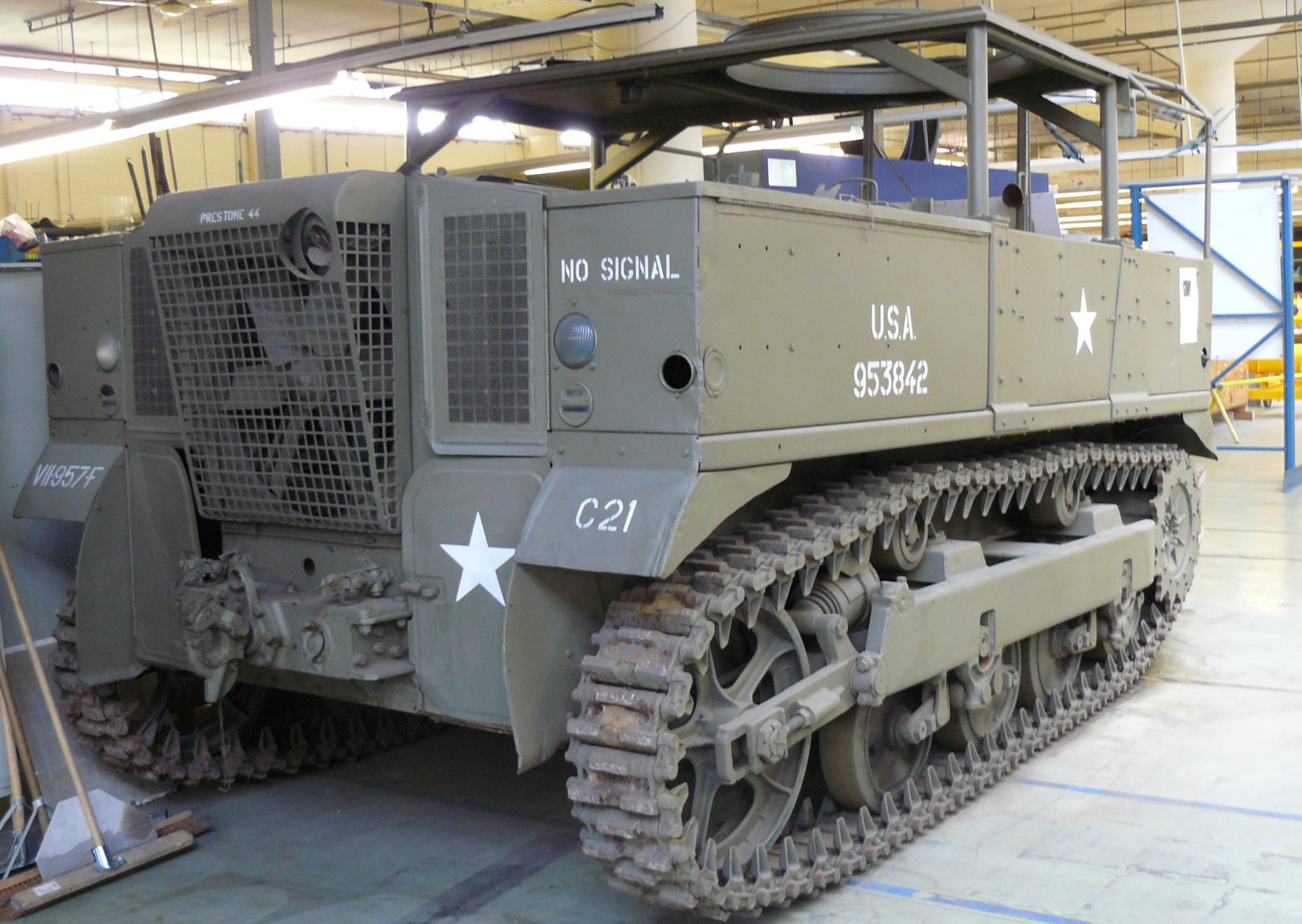
Achteraanzicht M5 in het Nederlands Transport Museum

De M5 Artillerietrekker is een rupsvoertuig bestemd voor het trekken van middelzware artillerie. Het voertuig van Amerikaanse makelij werd ontwikkeld en geproduceerd tijdens de Tweede Wereldoorlog, maar is ook jaren daarna in gebruik gebleven.

## Algemeen
De M5-trekker was een volledig uitgeruste artillerietrekker die ontworpen was om artilleriestukken te slepen die maximaal 9100 kg wogen. Het rupsvoertuig kon het kanon met een relatief hoge snelheid verslepen en de munitie van het kanon, de bemanning en hun uitrusting vervoeren.
Met de ontwikkeling van het voertuig werd in 1941 gestart. Het prototype was de T13 en de M5 kreeg dezelfde Continental R6572 zescilinder benzinemotor. De motor had een vermogen van 207 pk bij 2900 toeren per minuut en de rupsbanden waren gelijk aan die van de lichte M3 Stuart tank. De M5 kon een maximale snelheid bereiken van 48 km/h en had met 380 liter voldoende brandstof bij zich om ongeveer 240 kilometer te rijden.
Om de beweging en plaatsing van het kanon te vergemakkelijken, was de M5 uitgerust met een lier aan de voor- en achterzijde. De lier had een maximale trekkracht van 17.000 pound of 7700 kg.
In oktober 1942 was het ontwerp compleet en begon de productie bij International Harvester. Uiteindelijk zijn er vijf versies in productie geweest. De M5 werd door het Amerikaanse leger gebruikt als trekker voor de 105mm-houwitser M2, het 4,5-inch kanon M1 en de 155mm-houwitser M1. Het voertuig had ruimte voor 56 schoten voor de 105mm-houwitser M2, 38 voor het 4,5-inch kanon M1 en 24 voor de 155mm-houwitser M1.
De productie van de eerste versie van de M5 begon in mei 1943. In de productietijd van twee jaar werden er in totaal 5290 van gemaakt. Het waren in principe open voertuigen, maar de cabine kon worden uitgerust met een eenvoudig canvas dak en met ramen en deuren ter bescherming tegen wind en regen. De bestuurder zat vooraan in het midden en er waren negen naar binnen gerichte stoelen voor de bemanning. Na 1944 werden de voertuigen uitgerust met de M49C-ringbevestiging, waardoor ze konden worden bewapend met een M2 Browning-machinegeweer voor de zelfverdediging.
In mei 1945 werd de M5A1 geïntroduceerd. Deze kreeg een verbeterde cabine, de bestuurder verhuisde naar links en de tien stoelen voor de bemanning waren naar voren gericht. In totaal werden er 589 M5A1's geproduceerd voordat de productie in augustus 1945 werd gestaakt.
Na de oorlog zijn de M5A2 en M5A3 geproduceerd. Ze kregen een verbeterd systeem voor de rupsbanden die ook bijna dubbel zo breed waren uitgevoerd, 21 inch (53 cm) breed in plaats van de oudere rupsbanden die 11,625 inch (29,5 cm) breed waren.
De M5A4 kreeg een automatische versnellingsbak en de boxen voor de munitieopslag aan beide zijkanten van het voertuig waardoor deze gemakkelijker bereikbaar was.

## Inzet
De M5 werd vooral door het Amerikaanse leger gebruikt. In 1944 zijn 200 exemplaren naar de Sovjet-Unie getransporteerd.
Na de oorlog heeft het leger de trekkers nog gebruik in de Koreaanse oorlog. Korte tijd na het conflict werden ze buiten dienst gesteld, al zijn er veel in gebruik genomen in de strijdkrachten van Oostenrijk, België, Japan, Libanon, Pakistan en Joegoslavië.
Een beperkt aantal exemplaren zijn nog in civiele handen gekomen.

## Musea
In Nederland zijn er nog exemplaren te zien in het Nederlands Transport Museum in Nieuw-Vennep, het Nationaal Militair Museum te Soest en Oorlogsmuseum Overloon. In België heeft het Site Gunfire Brasschaat-Museum bij Antwerpen een trekker in de collectie.